# Jānis Strenga
Jānis Strenga (ur. 5 lutego 1986 w Siguldzie) – łotewski bobsleista, dwukrotny medalista olimpijski. Jeździ w czwórkach i dwójkach.
Jego największym sukcesem jest złoto na igrzyskach olimpijskich w Soczi w 2014 roku w czwórkach. Na rozgrywanych rok później mistrzostwach świata w Winterbergu Łotysze ze Strengą w składzie zdobyli brązowy medal w czwórkach. W 2012 roku w Igls zdobył dwa złote medale na mistrzostwach świata juniorów: w dwójkach i czwórkach.